# Фиат 1300/1500
Фиат 1500 и Фиат 1300 са серия от автомобили, произвеждани от италианския автопроизводител Фиат през 60-те години на 20 век. Двата модела са идентични, с изключение на работния обем на двигателя.

## История
Времето, в което този автомобил се появява, е на икономически напредък. Това е един от първите големи италиански седани, с изключителен успех на европейския пазар, и лицензирано произвеждан от други производители. Автомобилът е тестван както в Алпите, така и в тежките климатични условия на Африка.

## Дизайн
Автомобилът притежава прави изчистени линии, типични за автомобилите от 60-те години. Предната решетка е ясно подчертана и в горната част автомобилът притежава двусекционна фарове. Задните продълговати габарити на автомобила са с изключително голяма ефективност. Чертите върху задната част на автомобила, подчертават стила на марката.